# Benito Juárez, Tacotalpa
Benito Juárez är en ort i Mexiko.   Den ligger i kommunen Tacotalpa och delstaten Tabasco, i den sydöstra delen av landet, 700 km öster om huvudstaden Mexico City. Benito Juárez ligger 411 meter över havet och antalet invånare är 153.
Terrängen runt Benito Juárez är kuperad norrut, men söderut är den bergig. Terrängen runt Benito Juárez sluttar norrut. Runt Benito Juárez är det ganska tätbefolkat, med 93 invånare per kvadratkilometer. Närmaste större samhälle är Amatán, 10,8 km väster om Benito Juárez. I omgivningarna runt Benito Juárez växer i huvudsak städsegrön lövskog.